# Paulina Chizianeová
Paulina Chizianeová (* 4. června 1955 Manjacaze) je mosambická spisovatelka.
Narodila se v provincii Gaza v protestantské rodině z etnika Tsongů. Od šesti let žila s rodiči v mosambickém hlavním městě Lourenço Marques, kde její otec pracoval jako nádeník. V církevní škole se naučila portugalsky, pak absolvovala obchodní akademii a stala se sekretářkou. Působila také v ženské svépomocné organizaci Nafeza a byla dobrovolnicí Červeného kříže. Studovala lingvistiku na Univerzitě Eduarda Mondlaneho, avšak před závěrečnými zkouškami školu opustila. V mládí se angažovala v hnutí FRELIMO, ovšem později začala jeho politiku otevřeně kritizovat. Roku 1984 otiskla v časopise Tempo své první literární práce. V roce 1990 vydala knihu Balada de Amor ao Vento, první mosambický román napsaný ženou.
Ve své tvorbě se Chizianeová zabývá především postavením ženy v mosambické společnosti. Věnuje se opomíjeným tématům jako je život na venkově, kde stále převládá mnohoženství a tradiční magické rituály, snaží se rovněž vypořádat s dědictvím kolonialismu a občanské války. Podle vlastních slov se ve svých knihách pokouší navazovat na tradicí afrického vypravěčství. Jejím nejznámějším dílem je Niketche. Uma história de poligamia z roku 2002 (ve slovenštině vyšel pod názvem Prvá žena: Príbeh o polygamii). V trilogii As andorinhas popisuje životy předkoloniálního vládce Gunguhany, bojovníka za nezávislost Eduarda Mondlaneho a olympijské vítězky Marie Mutolaové. V knize A Voz do Cárcere se kriticky zabývá poměry v mosambických věznicích.
V roce 2003 získala Cenu Josého Craveirinhy a v roce 2021 Camõesovu cenu. Byl také vyznamenána Řádem prince Jindřicha a BBC ji zařadila na seznam Sto žen roku 2023.